# Николаева, Регина Фаимовна
Регина Фаимовна Николаева (род. 23 апреля 1990 года) — российская спортсменка, армспорт. «Мастер спорта России» (Приказ "О присвоении спортивного звания «Мастер спорта России» от 20 июля 2012 г. № 8-нг). Весовая категория до 70 кг. Участница Чемпионатов России и мира.
Проживает в городе Стерлитамаке. Студентка 402 группы Стерлитамакского института физической культуры.